# Nézignan-l'Évêque
Nézignan-l'Évêque is een gemeente in het Franse departement Hérault (regio Occitanie). De plaats maakt deel uit van het arrondissement Béziers. Nézignan-l'Évêque telde op 1 januari 2022 1.730 inwoners.

## Geografie
De oppervlakte van Nézignan-l'Évêque bedroeg op 1 januari 2022 4,33 vierkante kilometer; de bevolkingsdichtheid was toen 399,5 inwoners per km².

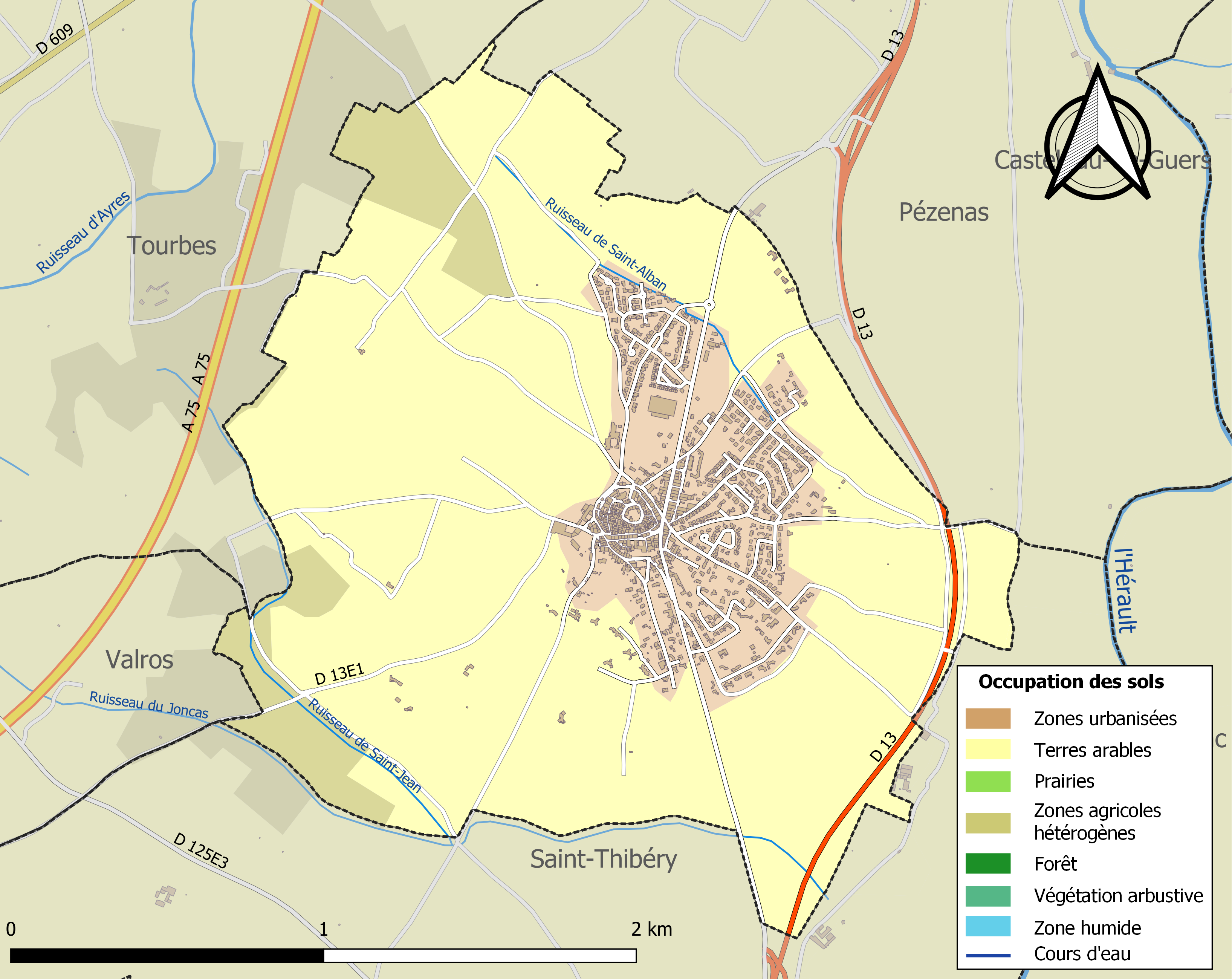
Kaart van de gemeente met belangrijkste infrastructuur, bodemgebruik en omliggende gemeenten

## Demografie
Onderstaande figuur toont het verloop van het inwonertal (bron: INSEE-tellingen).